# Penny Nichols
Penny Nichols est une musicienne et compositrice américaine né le 26 décembre 1947 à Los Angeles en Californie et décédée le 29 octobre 2017.

## Biographie

### Carrière
Penny Nichols commence sa carrière en 1964 dans le circuit de musique traditionnelle du comté d'Orange en Californie du Sud, chantant au sein d'un groupe de bluegrass avec Alice, Bill et John McEuen. Elle fonde un duo de folk appelé les Greasy Mountain Butterballs avec Kathy Smith, faisant une tournée au Viêt Nam en 1966. En 1967, elle déménage à San Francisco où elle se produit en première partie des salles telles que l'Avalon Ballroom et le Fillmore Auditorium ainsi que dans des festivals de musique en plein air. Son premier album studio Penny's Aracade sort chez Buddah Records en 1967.
En 1968, elle part en tournée en Europe et s'enregistre aux studios Apple. Elle retourne à Los Angeles pour se mettre à la composition et étudie avec le coach vocal Florence Riggs. Elle se produit avec son groupe de jazz, les Black Imp.
À la fin des années 1970, Penny Nichols intègre l'Université Antioch Midwest pour obtenir des diplômes en psychologie et en musique. Elle reçoit un doctorat en éducation à l'Université Harvard.
Elle continue à se produire en tant que chanteuse de secours, rejoignant Jimmy Buffett en tant que membre de son Coral Reefer Band en 1977, et chantant sur l’album Son of a Son of a Sailor. Elle sort les albums All Life Is One en 1990 et Songs of the Jakata Tales en 1993.
Elle travaille en tant que compositrice et instructrice vocale à Cambria. Là, elle supervise les camps de composition de Summersongs tenus quatre fois par an, deux fois à New York et deux fois en Californie.

### Vie privée et mort
Penny Nichols se marie à l’acteur Harry Shearer en 1974, duquel elle divorce en 1977, après trois ans de mariage. Elle décède le 29 octobre 2017 à l'âge de 69 ans après avoir lutté contre le cancer.

## Discographie
Sauf mention contraire l'ensemble des chansons sont composées par Penny Nichols.